# Édith Piaf
Édith Piaf, pseudonimo di Édith Giovanna Gassion (Parigi, 19 dicembre 1915 – Grasse, 10 ottobre 1963), è stata una cantautrice francese. È spesso considerata come la più grande cantautrice francese di tutti i tempi.
È stata una prolifica interprete del filone della chanson, nel periodo dagli anni trenta agli anni sessanta. In molti casi era lei stessa l'autrice dei testi delle canzoni che interpretava.
Nota come Passerotto, come veniva soprannominata per la sua statura minuta, passerotto infatti nel dialetto popolare parigino si dice piaf ma fu soprannominata anche l'ugola insanguinata, che è appunto quella di un passerotto. La sua voce era caratterizzata da numerose sfumature. È altresì definita la mecenate di Parigi, per le frequentazioni di altissimo livello e le amicizie con i più alti esponenti artistici, letterari, musicali, filosofici e culturali del secolo.
Fu lei a lanciare la maggior parte degli artisti che verranno, in seguito, definiti suoi successori, tra cui Yves Montand, Charles Aznavour, Eddie Constantine, Norbert Glanzberg, Gilbert Bécaud, Félix Marten, Georges Moustaki e Théo Sarapo.
Malgrado i numerosi eventi negativi che costellarono la sua vita, Piaf viene ricordata come una personalità solare, estroversa, dalle mille sfaccettature, estremamente acculturata e sensibile.

## Biografia
(Non, je ne regrette rien)

### L'infanzia e gli inizi artistici

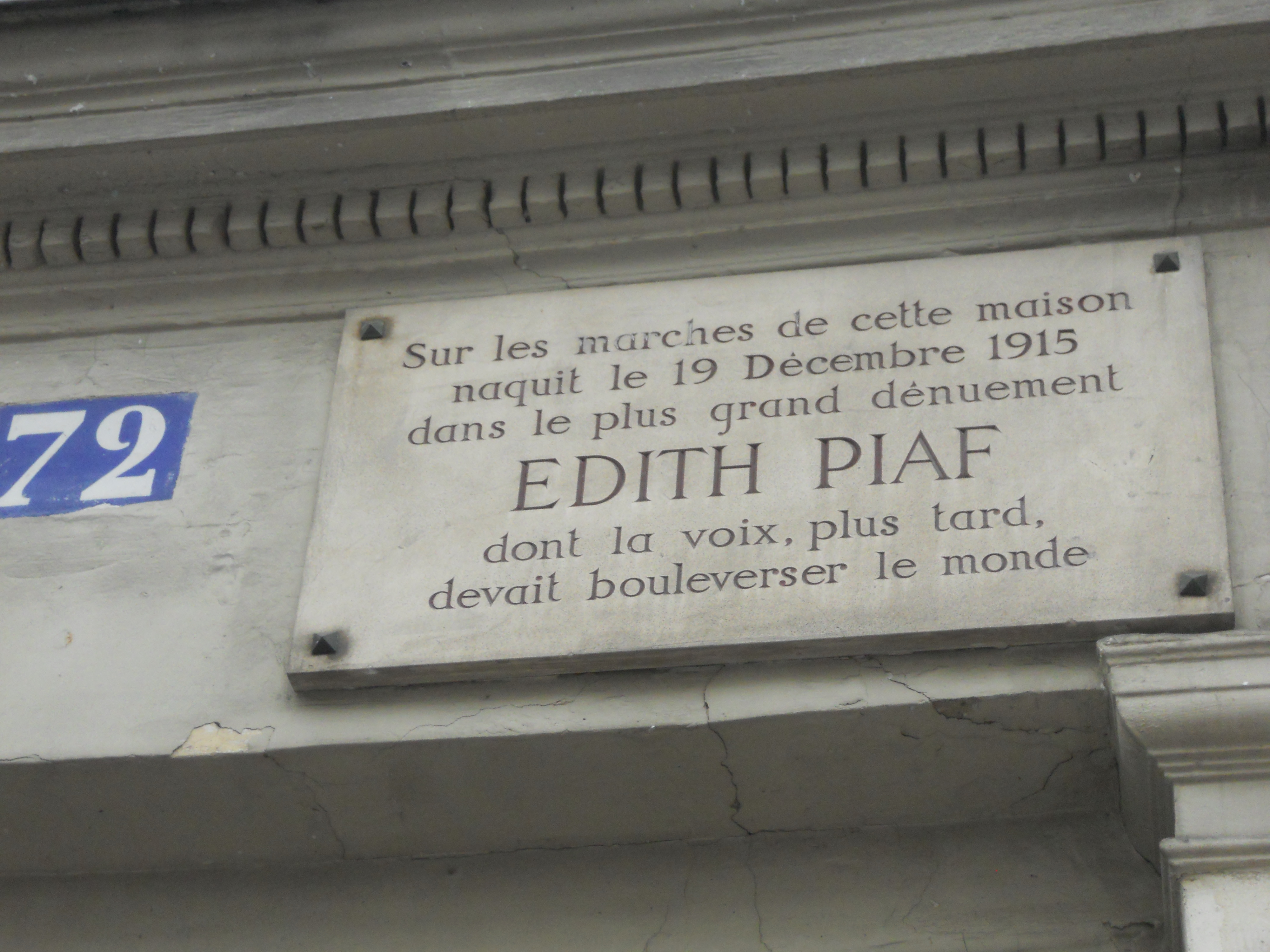
Targa dedicata a Edith Piaf, al 72 di Rue Belleville a Parigi

Nacque con il nome di Édith Giovanna Gassion da una famiglia di umili origini: il padre Louis Alphonse (1881-1944), normanno, era contorsionista e la madre, Annetta Giovanna Maillard (1895-1945) (Anita Maillard, nota come l'artista Line Marsa), era una cantante di strada, nata a Livorno e di origini berbere.
Secondo la leggenda, la madre partorì Édith, aiutata da un poliziotto, sul marciapiede davanti agli scalini dell'abitazione che reca il numero civico 72 di rue Belleville, come riporta anche la lastra commemorativa inaugurata qualche anno dopo la sua morte da Maurice Chevalier. Tuttavia gli archivi parigini riportano che Annetta Giovanna Margherita Maillard, detta Jacqueline, sotto lo pseudonimo di Line Marsa, abbia partorito Édith Giovanna Gassion all'Ospedale Tenon, in Rue de Chine 4, nei pressi di Belleville, alle 5:10 di mattina.
Il relativo documento fu redatto il 20 dicembre 1915 dall'infermiera Jeanne Croise, che aveva assistito al parto in presenza dei medici Jules Defleur e Jacques Gairet. Édith era il nome di un'infermiera britannica, Edith Cavell, fucilata dai tedeschi per aver aiutato dei soldati francesi a scappare dalla prigionia tedesca durante la prima guerra mondiale.
Dopo il parto la madre venne sistemata nella Salle Tarnier, e il 24 dicembre madre e figlia furono dimesse dall'ospedale. Non si sa, invece, dove si trovasse il padre al momento della nascita della bambina, benché, secondo la versione raccontata dalla stessa Édith, il padre, andato a cercare un'autoambulanza per soccorrere la madre, alla quale si erano rotte le acque, avrebbe fatto sosta in ogni bistrot che incontrava, per festeggiare il lieto evento e che sia tornato dalla moglie e dalla figlia neonata completamente ubriaco.
Il lavoro dei genitori di Édith non permetteva loro di allevare un figlio; perciò la piccola passò inizialmente la sua infanzia dalla nonna materna, una cabila ammaestratrice di pulci, che abitava molto vicino ai genitori di Édith, in Rue Rébéval 91, alla quale importava ben poco della piccola, benché risulti sua madrina di battesimo, rito che si svolse nella chiesa di San Giovanni Battista a Belleville il 16 dicembre 1917. Fu Édith stessa a sostenere che i suoi biberon venissero riempiti di vino rosso "per uccidere i microbi", come riportato nei suoi Mémoirs.
La bambina rimase presso la nonna materna sino all'età di due anni, quando il padre venne a prelevarla dall'abitazione di Aïcha e, viste le condizioni deplorevoli in cui la neonata versava (scarsa igiene, malattie esantematiche e denutrizione), si trovò costretto ad affidarla alle cure di sua madre, Louise Léontine Descamps, secondo alcune fonti cuoca o tenutaria di una casa di tolleranza a Bernay, nell'Alta Normandia (Eure).
Finalmente la piccola cominciò a ricevere adeguate attenzioni, conducendo una vita normale come ogni bambina della sua età. Dopo poco tempo fu colpita da una malattia agli occhi, la cheratite. La nonna la portò a Lisieux, dove era sepolta santa Teresa del Bambin Gesù, in modo che la bimba potesse pregarla in cambio della guarigione, che effettivamente avvenne dopo qualche tempo. Da quel momento in poi Édith fu devotissima a santa Teresa.
Una volta guarita, Édith frequentò la scuola elementare comunale di Bernay (la Paul Bert) sino all'età di 8 anni, quando il padre, sotto consiglio del curato e con l'assenso della nonna, si riprese la bambina e la portò con sé.
All'età di otto anni il padre la riprese per portarla con sé in giro per la Francia. Louis, in quel momento, era contorsionista antipodista presso il Cirque Caroli. Édith si occupava dei lavoro di casa e del mantenimento della roulotte dove i due vivevano.
Non mancarono le numerose storie del padre con donne circensi, ma il bisogno di libertà di quest'ultimo lo spinse a non accasarsi seriamente con una di loro, preferendo una vita da nomade indipendente con la piccola Édith.
Dopo qualche mese, Louis decise di abbandonare il circo per iniziare a sbarcare il lunario da solo. Si esibiva in qualità di contorsionista antipodista in giro per la Francia e la bambina faceva la questua. Accadde un giorno che il padre, davanti ad un pubblico poco propenso ad elargire denaro, promise che la bambina si sarebbe esibita in un "doppio salto mortale pericoloso": la cosa non avvenne mai perché Édith rimediò intonando una canzone, forse La Marsigliese (tuttora l'attribuzione resta controversa).
Fu proprio così che Édith iniziò a cantare per strada, in seguito sotto lo pseudonimo di Miss Édith, phénomène vocal, per rimediare qualche moneta e procurare il cibo per sé stessa e per il padre.
Secondo la leggenda, Édith cantò La Marsigliese con quella sua voce già piena di rabbia e ruvidezza, ma sembra più probabile che la bambina abbia cantato, invece, canzoni come Nuits de chine o Nini peau d'chien, la cui melodia melensa richiamava l'ambiente di Bernay e, dunque, gli anni passati con Maman Tine.
Nel frattempo, Louis, pratico seduttore, si accasò con una certa Jeannette de l'Hote, da cui avrà una figlia, Denise Gassion, sorellastra di Édith. 
La figlia di Papa Louis era ormai insofferente a quel clima di ménage familiare che si era venuto a creare, motivo per cui a 14 anni decise di abbandonare il padre per vivere con una compagna di miseria, affettuosamente soprannominata Momone, per l'affido della quale Édith stilerà un contratto da far firmare alla madre di Simone Berteaut, garantendo alla donna un'indennità da corrispondere settimanalmente in cambio della compagnia della figlia (vitto e alloggio compresi). 
Simone ed Édith costituirono un duo che si esibiva in tutte le strade di Parigi: Edith cantava e Simone suonava l'armonica o faceva la questua... A questo periodo Edith fece allusione durante il programma televisivo La Joie de Vivre del 1954, evocando con amara tenerezza i ricordi della sua adolescenza.
A 17 anni conobbe Louis Dupont a Romainville, nella banlieue di Parigi, suo primo uomo e padre della sua unica figlia, che Édith partorì nel 1933: Marcelle Carolina Gassion, nata l'11 febbraio 1933, e in seguito, una volta che il padre la riconobbe, Marcelle Carolina Dupont. La coppia si stabilì con la bambina all'Hotel de l'Avenir, a Belleville, poi al 105 di Rue Orfila, ove Marcelle passò i suoi primi mesi di vita. A un certo punto, dal momento che il ménage familiare iniziava a non funzionare più, Édith decise di riprendere a cantare per le strade portando la bambina con sé. Il disaccordo di P'tit Louis non tardò ad arrivare e fu proprio in quel periodo che Édith si trasferì con la figlia e l'amica Momone a Pigalle, tra Rue André Antoine e Villa De Guelma, accanto al Bouleverd de Clichy, all'altezza della Place Blanche, presso l'Hotel Régence. In quel periodo la Piaf si esibiva presso il Petit Jardin, La Taverne du Clair de Lune, il cabaret Nouvelle Athènes e Le Rat Mort. Dopo più un anno di vita itinerante, Louis decise di portare la figlia a sua madre e di levarla a Édith. Per quanto armato di buona volontà, però, Louis era molto giovane e non fu in grado di badare adeguatamente alla neonata, che lasciava spesso a casa da sola: la piccola morì di meningite a soli due anni, il 7 luglio 1935, all'ospedale Necker-Enfants Malades. La morte della figlia fu il primo e forse il più grande dolore di Édith, la quale affermerà più tardi di portare dentro di sé un sordo rimorso: la vita stroncata della sua bambina.
Già duramente provata, Édith venne scoperta a 20 anni dall'impresario Louis Leplée e, dopo un'audizione al "Le Gerny's", cabaret vicino agli Champs Elysées, esordì nel 1935 sotto lo pseudonimo, scelto dall'impresario, La Môme Piaf. Molti erano i personaggi famosi che accorrevano per ascoltare la sua voce: uno fra tutti Maurice Chevalier, ma anche Mistinguett, Jean Mermoz, Jacques Cannetti (direttore artistico di Radio Cité, che le proporrà un contratto in radio per la sua trasmissione della domenica pomeriggio) e Raymond Asso, che in seguito diventerà il suo impresario, pigmalione e confidente. Leplée verrà, poi, trovato assassinato presso la sua abitazione, per via di un importante furto. In un primo momento si diede adito a un eventuale coinvolgimento di amicizie della giovane Môme Piaf, la quale, dopo 48 ore di interrogatorio, venne giudicata innocente e il caso venne archiviato per mancanza di prove.

### Nasce il mito dell'"usignolo"
Dopo la morte di Leplée, Édith perse l'allure di Môme che tanto le era congeniale sino a quel momento. Dopo vani tentativi presso music hall parigini di minore prestigio del Gerny's (ingaggiata da un giovane Bruno Coquatrix, che nel 1955 diventerà il direttore artistico dell'Olympia), la giovane ancora Môme Piaf andò alla volta del Belgio per una serie di concerti organizzati da Fernard Lumbroso, senza riscuotere il successo desiderato. Dopo un periodo di inattività artistica, la giovane Édith decise di rivolgersi all'impresario Raymond Asso, che compose i primi testi del vero e proprio repertorio della ex Môme Piaf, armonizzati dalla celebre Marguerite Monnot, cui Piaf restò legata per diversi anni e che firmò la maggior parte delle partiture musicali delle canzoni di Édith.
Dopo una tournée di prova in provincia e dopo esser passata in "vedette americane" allo spettacolo di Marie Dubas, per la Môme venne il trionfo all'ABC, dove si concretizzerà il vero e proprio passaggio dal nome artistico "Môme Piaf" a "Édith Piaf", così come consigliato dall'editore Breton, cui Édith resterà legata per il resto della sua vita.
Édith Piaf si divideva tra tournée per la Francia e serate a Parigi. La cantante si legò a diversi personaggi di spicco dell'arte, della musica, della filosofia e della letteratura francese, tra cui si ricordano lo stesso Raymond Asso, Michel Emer, Paul Meurisse, Jean Cocteau, Norbert Glanzberg, Yves Montand, Charles Aznavour, Georges Moustaki e molti altri. Molti di loro, esponenti del mondo dello spettacolo e della musica, furono aiutati dalla Piaf a ottenere successo, non dimostrandosi poi riconoscenti nei suoi confronti.
Dopo essersi allontanata da Asso, il suo impresario divenne Louis Barrier, che le fu vicino non solo professionalmente, ma anche sentimentalmente.
Jean Cocteau si ispirerà a lei per un lavoro teatrale, Le bel indifférent, di cui gli Archivi Francesi conservano numerose foto e riprese. Nel 1940 Michel Emer scriverà per lei La fille de joie, che lei reintitolerà L'Accordéoniste: il brano diverrà uno dei suoi cavalli di battaglia.

### Gli anni di guerra e l'impegno nella Resistenza
Dopo aver lasciato Asso, Édith andò a convivere con Paul Meurisse in Rue Anatole de la Forge, in prossimità dell'Étoile. Fu proprio in quel periodo, e con Meurisse come partenaire, che Piaf reciterà una pièce per lei scritta da Jean Cocteau, Le bel indifférent, di cui gli Archivi Francesi conservano numerose foto e riprese. Édith è ormai una diva affermata: i suoi ingaggi sono alti e può permettersi una sistemazione e una vita lussuosa. È proprio in questo periodo che inizia a implementare la propria biblioteca personale e riunisce ogni sera, presso la sua abitazione, grandi esponenti dell'arte, della letteratura, della musica e della filosofia francese, abitudine che conserverà per il resto della sua vita. Viene presto definita il Mecenate di Parigi per le frequentazioni di alto livello.
Durante la seconda guerra mondiale, Paul viene presto chiamato al fronte e Édith, una volta avvenuta l'occupazione di Parigi, in seguito al susseguirsi di una serie di eventi e situazioni che le renderanno impossibile proseguire a vivere a Rue Anatole de la Forge (i tedeschi le toglievano acqua corrente e gas), si vede costretta a traslocare presso una mansarda di un palazzo di Rue de Villejust, il cui pianterreno era occupato da Madame Billy e dalla sua casa di tolleranza.
Benché Parigi fosse occupata dai tedeschi, Édith continua a cantare, subendo spesso pesanti pressioni da parte del Kommandantur, che le oscura e le sopprime determinate canzoni dal suo repertorio. Lei, ciononostante, si esibisce col tricolore alle spalle, cantando inni patriottici come "Où sont-ils mes petits copains", esibizione che le procurerà diversi problemi, diverse accuse dall'occupante e il pagamento di una pesante ammenda.
Tra il 1943 e il 1944 Édith intraprende una serie di viaggi in Germania presso i campi di concentramento tedeschi dove erano detenuti diversi prigionieri francesi. Édith canta allo Stalag III D, accompagnata dalla fedele segretaria Andrée Bigard. Si farà fotografare assieme a tutti i connazionali prigionieri per poi, una volta tornata a Parigi, ritagliare le sagome di ogni volto e costituire dei documenti falsi che sarebbero serviti ai prigionieri per evadere dal campo. L'anno successivo, dunque, Édith parte con la Bigard alla volta di Berlino. In una valigia a doppio fondo inserisce vettovaglie, vestiti, lettere delle varie famiglie e i famosi documenti falsi che consegnerà ai connazionali. Dei 147 documenti smistati, 118 saranno quelli dei prigionieri che riusciranno a salvarsi, passando come musicisti della signora Piaf.
Non mancarono, inoltre, amici, compositori e colleghi che Édith nascose presso le proprie abitazioni e quelle di amici, come Nobert Glanzberg, Michel Emer e Réné Guetta. Finita la guerra, il profilo della Piaf verrà esaminato dal Tribunale dell'Epurazione che la proscioglierà da ogni tipo di accusa, reclamandone l'infondatezza, e le riconoscerà gli alti servigi resi alla nazione francese.

### La vie en rose
Nel 1944 Edith si innamorò di Yves Montand e lo lanciò nel mondo della canzone, rendendolo famoso. Con Yves Montand la Piaf, oltre a duettare al Moulin Rouge, registrò C'est merveilleux ("È meraviglioso"), tratta dal film Étoile sans lumière ("Stella senza luce"), interpretato proprio dai due chansonniers. Il legame affettivo tra i due, però, si sciolse in breve tempo, poco dopo l'inizio della fama di Yves. Nel 1945 la Piaf cambiò casa discografica ed entrò a far parte della Pathé. Nel 1946 scrisse le parole della celeberrima La vie en rose, che di lì a poco diventerà l'inno alla nuova vita di una Francia schiacciata dalla guerra.
Il titolo di questa canzone è talmente legato alla figura di Édith Piaf che il regista Olivier Dahan, autore della pellicola vincitrice del premio Oscar sulla tormentata vita della cantante (interpretata da Marion Cotillard), acconsentì a modificare, per le versioni straniere, il titolo del film da La môme a La vie en rose. Il tutto appena prima dell'uscita del film (2005) in Francia, che è riportato negli archivi con il nome originale.

### Alla conquista degli Stati Uniti d'America
Il 10 ottobre 1946, dalla gare du Nord, Edith partì alla volta degli Stati Uniti d'America. Dopo aver preso il treno alla volta di Le Havre e un primo battello per Londra, da Londra salpò a bordo del Queen Elizabeth verso New York. Accompagnata dai "Compagnons de la Chanson" (tra cui l'amante Jean-Louis Jaubert), dalla giovane attrice Odette Laure, Robert Chauvigny e Marc Bonel (maestro d'orchestra uno e fisarmonicista l'altro), Édith preparò il repertorio per la Play House, composto da canzoni in francese e in inglese. I Compagnons riscossero un successo considerevole, mentre Édith non venne capita.
Dopo un alterco con i Compagnons, che partirono alla volta della Florida per cercare successo, Édith, prossima al ritorno in Francia, ricevette una critica estremamente positiva da parte di Virgil Thomson, critico d'arte influente nel panorama artistico-musicale statunitense, il quale intimò ai suoi connazionali di non lasciarsi sfuggire l'occasione di apprezzare la grande Piaf, in quanto, in caso contrario, "darebbero prova della loro stupidità". L'articolo cambiò le sorti di Édith, la quale, grazie all'intermediazione dell'impresario Loulou Barrier e del corrispettivo statunitense Clifford Fisher, riuscì a prodursi in un cabaret a Manhattan, il "Versailles". Al Versailles Piaf ebbe un grande successo: venne applaudita da stelle di fama mondiale, come Marlene Dietrich, Charles Boyer e Orson Welles.

### 1947-1949; il tragico amore con Cerdan
Nel 1947, durante un pranzo organizzato dai coniugi Pills-Boyer fuori New York, accompagnata da Odette Laure, Édith fece la conoscenza del pugile Marcel Cerdan, campione dei pesi medi, di Casablanca, già sposato e padre di tre figli. Al suo rientro a Parigi, la Piaf lo rivide come ospite della serata in suo onore al Club des 5, ma il vero amore sbocciò negli Stati Uniti America, quando i due decisero di andare a cena assieme. Era la prima volta che Édith si innamorava di qualcuno che non facesse parte del mondo della musica.
A causa delle loro vite itineranti, i due, nei momenti in cui non riuscivano a stare assieme, comunicavano attraverso corrispondenza e le lettere, oggi facenti parte dell'archivio della Biblioteca Nazionale Francese, sono state raccolte nel libro Moi pour Toi. La presenza della Piaf ai vari incontri di Cerdan e la rispettiva presenza dello stesso ai concerti della cantante alimentò un'ipotesi di relazione tra i due nella stampa scandalistica, prontamente smentita da parte di Édith stessa nel corso di una conferenza stampa. I due, però, vennero fotografati assieme durante lo sbarco dal Constellation di Air France, nel marzo del 1948, che, da New York, li aveva portati a Parigi. I pettegolezzi della stampa arrivarono sino in Marocco dove Marinette venne rassicurata dallo stesso e partì con Marcel e i figli alla volta di Parigi e poi New York.
Il 28 ottobre 1949 l'aereo che trasportava Marcel Cerdan da Parigi a New York (il nuovo "Constellation" di Air France) precipitò sulle Azzorre. Nello stesso momento in cui l'aereo precipitava, Édith stava cantando al Versailles. La Piaf, anche se in preda al dolore, decise di cantare lo stesso quella sera, dedicandogli il suo repertorio, soprattutto Hymne à l'amour. Aprì lo spettacolo dicendo: "Questa sera canto per Marcel, solo per lui...". Resse per cinque canzoni, ma, mentre cantava Escale, crollò sul palco priva di sensi. Édith fu successivamente colpita dall'artrite reumatoide, che le portò grandi dolori, ai quali poi si aggiunsero quelli causati da un incidente che le procurò diverse fratture costali che le impedivano di respirare senza provare dolore. Da quel momento in avanti cominciò a fare un leggero uso di morfina, dapprima sotto prescrizione. Questo tuttavia non le impedì di continuare a cantare.

### 1950-1951: Eddie Constantine, André Pousse e Toto Gérardin
Dopo la morte di Cerdan, Édith si lasciò andare. A grandi cambiamenti, innanzitutto. Accorciò notevolmente la lunghezza della sua chioma optando per un taglio corto, che caratterizzerà la sua immagine sino alla fine. A New York, dove visse i mesi successivi, fece accorrere i suoi amici francesi più cari, tra cui Jacques Bourgeat (Jacquot), Ginette Richer in Bourguignon, Simone Berteaut e Robert Dalban, con cui intrattenne una nutrita corrispondenza epistolare. Dopo tentativi quasi del tutto vani (pilotati dalla Berteaut) di entrare in contatto con il defunto Marcel, Édith decise che era tempo di tornare a Parigi. La sua città la consacrò con un recital memorabile alla Salle Pleyel, in cui, tra le tante canzoni, interpretò la Chanson Bleue, espressamente dedicata a Cerdan. La casa di Boulogne (di sua proprietà), un maniero vittoriano situato nei pressi di Auteil, ben presto fu popolata dai figli di Cerdan che, dopo un viaggio a Casablanca di Édith, un incontro e una riconciliazione tra lei e Marinette, vedova del pugile, e in seguito alle varie sollecitazioni da parte dell'illustre cantante francese, vi abitarono per un lungo periodo di tempo, affidati alle cure della stessa Édith, la quale volle garantire loro una vita agiata e l'istruzione più prestigiosa.
Dal punto di vista sentimentale, agli albori del Cinquanta, la Piaf si legò sentimentalmente a Eddie Constantine, con il quale recitò sul palco dell'A.B.C. l'operetta La P'tite Lili. Di origine americana, Constantine, lanciato dalla Piaf tra il 1950 e il 1952, si farà strada nel mondo del cinema francese e statunitense. Durante la recita della P'tite Lili, Piaf fu vittima di ben due incidenti d'auto che le fratturarono un braccio e tre costole. Fu proprio in quel periodo che la storia d'amore con Constantin volse al termine.
Durante i vari soggiorni in clinica, Piaf si trovò spesso in compagnia di un noto ciclista, André Pousse, con il quale nacque un brevissimo ma intenso idillio. A seguire, Pousse venne rimpiazzato da Gérardin, anch'egli noto ciclista. Le corrispondenze epistolari dei due sono raccolte nel libro Mon Amour Bleu, da cui emerge una Piaf estremamente femminile, sensuale ed estremamente coinvolta e attratta fisicamente dall'atleta. Le continue incursioni di Gérardin a Boulogne destarono sospetti nella moglie di Gerardin, causa scatenante dell'allontanamento della Piaf da lui.

### 1952: il legame con Pills
Il 1952 portò stabilità nella vita sentimentale della Piaf, la quale convolò a nozze, nel mese di settembre, con l'artista lirico Jacques Pills. La loro storia d'amore nacque da una canzone. Durante la traversata di ritorno verso Parigi dagli Stati Uniti d'America, Jacques Pills, avvenente showman, appena divorziato dalla celebre Lucienne Boyer (l'autrice di Parlez-moi d'amor), compose, grazie all'aiuto del prossimamente celebre Gilbert Bécaud, la canzone Je t'ai dans la peau, dedicata a Piaf. Tramite l'intermediazione di Eddie Lewis, impresario statunitense delle star francesi negli Stati Uniti d'America, Pills riuscì a ottenere un rendez-vous a casa della Piaf. Durante questo incontro nacque l'amore e qualche mese dopo si sposarono a New York. Per l'occasione, Édith, assieme all'amica Marlene Dietrich, venne vestita dalle migliori boutique della 5th Avenue e, il 12 settembre, convolò a nozze nella chiesa newyorkese San Vincenzo De Paoli. La cerimonia fu officiata dal prete italiano Salvatore Piccirillo, confidente della Piaf dai tempi della morte di Cerdan. Dopo i festeggiamenti in pompa magna al cabaret Versailles e al Pavillon, i due partirono per onorare vari contratti di lavoro tra Hollywood e Los Angeles, dove vennero acclamati come coppia e per il nascente sodalizio artistico.
Dopo mesi in giro per gli Stati Uniti d'America, Piaf decise di tornare a Parigi assieme al marito, coniugata e rinnovata. I due si trasferirono al 67 bis di Boulevard Lannes, nel XVI arrondissement (il più chic di Parigi), occupando l'intero piano terra dell'appartamento, compreso di giardino privato e vista sul Bois de Boulogne. Questa sarà l'ultima dimora della Piaf, dove la stessa vivrà sino al 1963.
Dopo una serie di concerti nelle più prestigiose sale parigine, Édith partì in tournée estiva con il Super Circus, per tutto il periodo estivo, cui seguì un periodo di riposo intenso e dei soggiorni in clinica per riabilitazione. Il resto del tempo, Édith lo trascorse assieme al marito nella villa familiare delle Lande, territorio natale di Jacques. Dopo una serie di complicazioni, Édith si rimise in sesto per l'Olympia e per il successivo viaggio negli Stati Uniti America.

### 1956-1957: i trionfi statunitensi, la Carnegie Hall e il divorzio da Pills
Nel 1955 Bruno Coquatrix inaugurò un nuovo music hall, l'Olympia, situato nel cuore di Parigi, nel Boulevard des Capucines, in prossimità dell'Opéra, accanto alla dimora di Mistinguett. Édith Piaf, naturalmente, venne scritturata come prima étoile, con una serie di proroghe del contratto sino al raggiungimento di più di tre mesi. Dopo l'immenso trionfo dell'Olympia, Édith partì alla volta degli Stati Uniti d'America, dove ricevette la consacrazione più alta della sua carriera, ovvero il trionfo al Carnegie Hall, con più di 20 minuti di standing ovation e una ventina di chiamate. Un aneddoto interessante ci viene fornito dalla coppia Bonel: la sala era così piena che diversi spettatori vennero fatti accomodare direttamente sul palco! Nell'aprile di quel 1955 la Piaf si affiliò all'AMORC, un movimento filosofico ed esoterico. Édith tornerà nuovamente alla Carnegie Hall nel 1957, per un concerto storico, di cui sono pervenute le registrazioni, da cui emerge una Piaf allo zenith del proprio talento artistico.
Dopo una serie di spettacoli in giro per gli Stati Uniti d'America, soggiorni in ville lussuose di Malibu e della costa californiana, Édith, già legata sentimentalmente al chitarrista Jacques Liébrard, annunciò l'imminente divorzio da Pills, il cui movente sarebbe stato la chanson, che un tempo li aveva avvicinati e che oggi li allontanava. Ciononostante, Piaf e Pills rimasero in ottimi rapporti. Lui fu uno dei suoi confidenti privilegiati sino alla fine e l'unico, a dire della Piaf, ad aver portato stabilità nella sua vita.

### 1958-1959: pittori, Milord etournées suicides

Édith Piaf con Marlene Dietrich nel 1959

Nel 1958, Édith venne ingaggiata da Bruno Coquatrix per una serie di concerti all'Olympia, il tempio della musica francese, che divenne memorabile. Apriva il suo récital con Comme moi e lo chiudeva con Bravo pour le Clown. Coquatrix fu costretto a prorogare di diverse settimane il contratto, a causa dei numerosi "esaurito" sino a raggiungere il centinaio di repliche. Édith Piaf fu l'unica artista a prodursi per più di 100 giorni consecutivi in un così prestigioso music hall. Prima e durante la permanenza all'Olympia, conobbe Félix Marten, vedette statunitense del suo tour de chant, con cui ebbe una relazione amorosa e professionale intensa ma breve. Ciò, però, non impedì a Piaf di lanciarlo professionalmente, da buon pigmalione che si rispetti, e Marten divenne un ottimo attore ed entertainer. Si racconta che fosse un tipo alquanto dispotico e che le relazioni intercorrenti tra i due fossero alquanto accese e aggressive. Dopo essersi separati, sempre durante la tournée, Édith conobbe un giovane italo-greco, in arte Georges Moustaki, presentatole dal chitarrista Henri Crolla, desideroso di diventare vedette. La leggenda vuole che sia stato proprio lui a scortarla in Fiat 500 dall'Olympia a Boulevard Lannes, dove venne invitato a cena per il resto delle sere.
Tra la Piaf e Moustaki s'instaurò un sodalizio artistico e amoroso che permise al giovane autore di essere proiettato in scena e di conoscere il successo, dapprima come paroliere e compositore e, in seguito, come interprete. Moustaki compose per Piaf alcuni dei suoi titoli più belli, tra i quali spicca Milord, senza, però dimenticare Le gitan et la fille, Eden blues, T'es beau, tu sais e Faut pas qu'il se figure. Il temperamento alquanto dispotico di Moustaki cozzava col forte carattere, a tratti dalla durezza mascolina, della Piaf, con la quale ebbe non pochi problemi. Lui, tra l'altro, si disse sempre attratto solo artisticamente dalla Piaf, con la quale sarebbe intercorso unicamente un sodalizio di tipo artistico e musicale, a suo dire. Fu proprio in questo periodo che Édith subì ulteriori incidenti stradali. Dopo un cocktail in onore del Tout-Paris presso Maxim's, Édith decise di farsi accompagnare da Moustaki nella sua proprietà di Condé-sur-Vesgre. Accanto alla Piaf sedeva Marcel Cerdan Jr, figlio del pugile un tempo amato dalla Piaf, il quale rimase indenne durante entrambi gli incidenti. Per Piaf, invece, la situazione fu più grave. Una ferita a livello della fronte e tre costole rotte. Ciò, però, non le impedì di prodursi in scena, ma il viaggio previsto per quel periodo negli Stati Uniti d'America venne posticipato. Dal momento che aveva programmato di portare con sé Moustaki nella sua tournée negli Stati Uniti d'America, Édith decise di partire col suo partner in aereo, mentre i musicisti e la sua segretaria e confidente Danielle Bonel li aspettavano direttamente a New York, essendo partiti tempo prima via mare.
Édith non riuscì ad onorare nella sua totalità il contratto al Waldorf Astoria, in quanto fu colpita da un brusco malore in scena, che si tradusse in un'ulcera allo stomaco tempestivamente operata al Presbyterian Hospital, dove rimase per un tempo alquanto prolungato. Nel frattempo, Moustaki l'aveva già abbandonata brutalmente, prima dell'operazione, partendo alla volta della Florida a cercar fortuna. Malgrado le richieste di Édith, Georges non tornò mai da lei. Durante il soggiorno al Presbyerian, Édith non rimase mai sola. Al suo capezzale accorrevano sistematicamente Danielle Bonel, che vegliava giorno e notte su di lei, Marc Bonel, Robert Chauvigny, Louis Barrier (sempre presente) e, saltuariamente, star francesi che soggiornavano negli Stati Uniti d'America, come Maurice Chevalier. Un nuovo legame non tardò ad arrivare: Douglas Davies, pittore statunitense francofilo, che chiese alla Piaf di posare come modella per un suo cameo. Tra i due nacque un'entente molto forte, tanto da divenire "Monsieur Piaf" di diritto. Dopo un periodo di convalescenza, la Piaf fece ritorno a Parigi con il suo pittore fétiche. Appena scesa dall'aereo, a un giornalista che le chiese cosa mai avesse portato dagli Stti Uniti d'America, lei rispose: "Un americano".
A Parigi la Piaf aveva progettato una serie di rentrée, tra cui quella all'Alhambra. Doug era naturalmente parte integrante del gruppo e accompagnatore di Édith in ogni situazione. Sempre nel 1959, l'artista fu vittima di un ulteriore incidente in auto, guidata da Davies, che aggravò il suo già instabile stato di salute. Ciò, però, non le impedì di prodursi in vari teatri dando vari concerti. Nel frattempo, il giovane pittore statunitense pensò bene di lasciarla di punto in bianco. Piaf reagì in maniera alquanto aggressiva, recandosi persino alla stazione dalla quale il treno sarebbe dovuto partire. Ogni suo tentativo fu vano. Le tournée s'intercalavano e, sicuramente, la peggiore fu quella dell'autunno del 1959, definita Tournée suicide. Lo stato di salute di Édith si era aggravato, era vittima di sempre maggiori vuoti di memoria dovuti alla mancanza di sonno e a una progressiva debolezza che stava invadendo il suo corpo. Non riuscì a completare la tournée, in quanto a Dreux, il 13 dicembre, venne colpita da malore e violenti giramenti di testa che le impedirono di continuare il suo tour de chant. Dopo una cura del sonno e un periodo di riposo, Édith venne dimessa dalla clinica di Meudon. Pronta per festeggiare il Capodanno al Lido, ove aveva riservato un tavolo assieme a Marguerite Monnot e al marito Paul Péri, fu colpita da un ulteriore malore che le impedì di presenziare all'evento.

### 1960-1961: Nessun rimpianto
La prima parte del 1960 fu un periodo di silenzio artistico per la Piaf. Fu periodo di convalescenza, che avvenne nella villa di Louis Barrier a Bergerac. Durante questo periodo, Edith fu sottoposta a svariate terapie, tra cui interventi chiropratici, per migliorare il generale stato di salute e, soprattutto, la voce. Iniziò a condurre uno stile di vita più sano nell'alimentazione e negli orari. Si dedicava, inoltre, all'erudizione e all'accrescimento spirituale e filosofico. Verso l'autunno, ricevette presso la sua dimora nel Bois de Boulogne i compositori Charles Dumont e Michel Vaucaire, i quali le proposero una delle canzoni che diverrà il suo "marchio distintivo": Non, je ne regrette rien. È un inno alla vita, alla rinascita, così come era un inno alla vita la nuova Piaf che apparve sul palco di alcuni teatri provinciali e poi nei grandi music hall.
A fine dicembre fece la sua grande rentrée a Parigi, all'Olympia, teatro che sarà salvato da lei da una incresciosa situazione di bancarotta. Le esibizioni del 1960 della Piaf all'Olympia furono memorabili. Un tour de chant totalmente rinnovato, nuovi autori e compositori, nuove canzoni, più aggressive e poetiche. Il tour de chant si apriva con Les Mots d'amour e si chiudeva con Les blouses Blanches, quasi una trasposizione del Berretto a sonagli di Pirandello in musica. L'accostamento è voluto, in quanto Piaf, personalità sempre più prorompente e con un immenso valore sociale, tocca un tema mai esplorato e battuto sino a quel momento, ovvero quello della presunta follia, dando voce a tutte quelle donne per le quali la parità sessuale era ancora lontana, con una verve e drammaticità pirandelliana. Il tour de chant venne acclamato dalla stampa. Molti giornalisti parlarono della "rinascita" di una Piaf molto più tagliente e vicina alle dinamiche sociali. Non a caso, Non, je ne regrette rien divenne l'inno della legione straniera. Il contratto si protrasse sino alla primavera del 1961 e fu seguito da lunghe tournée per la Francia. Il sodalizio Piaf-Dumont era solido, ma durò meno di 3 anni. Ne vennero fuori opere musicali dall'inestimabile valore artistico, come Mon Dieu, Les Flonflons du bal, Mon Vieux Lucien, Les Amants, ecc.

### 1962-1963: la "rivelazione" Sarapo e la morte

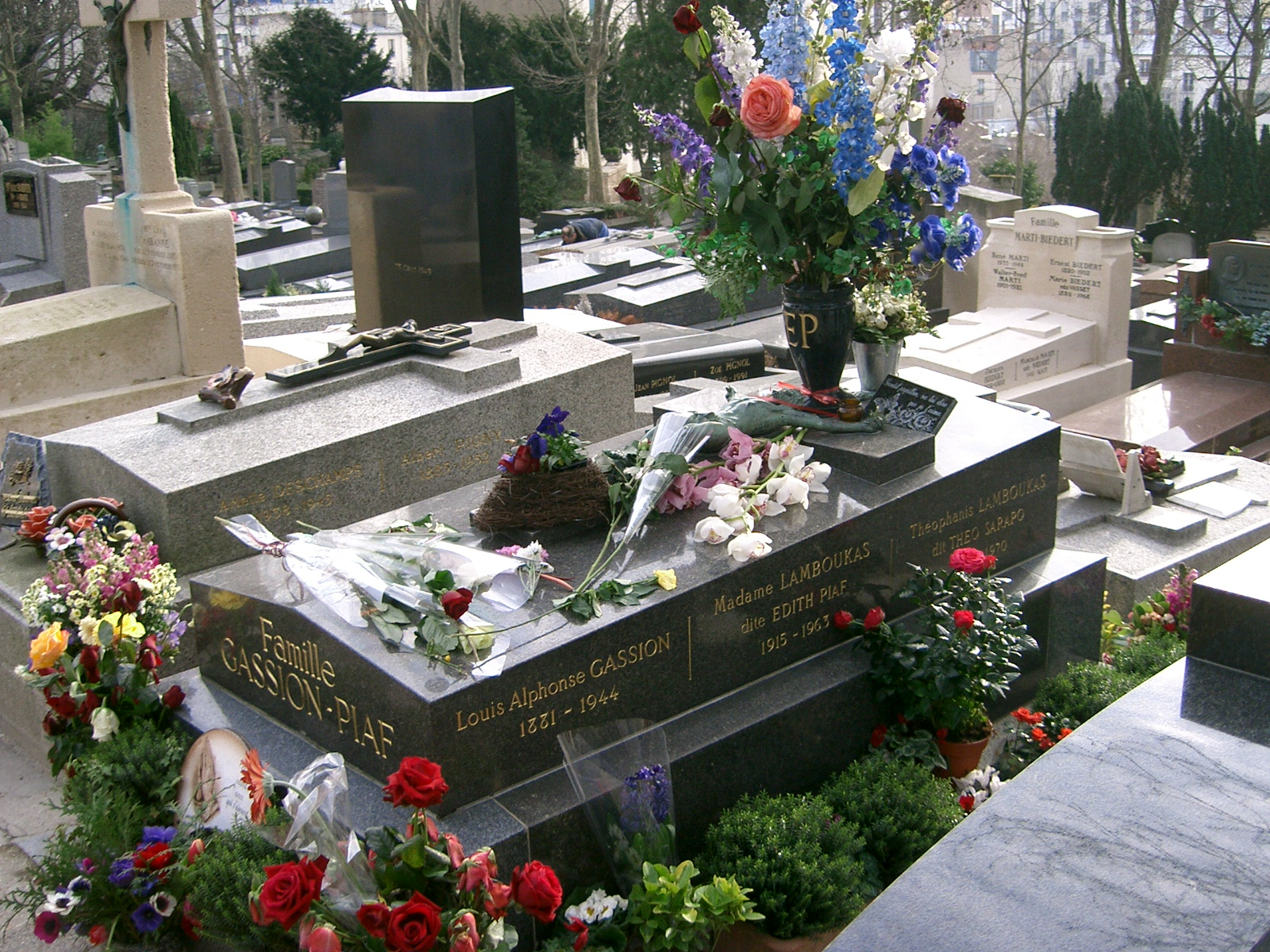
La tomba di Édith Piaf

Dopo una tournée in provincia, Piaf fu costretta a fermarsi per un determinato periodo. Sciolse i rapporti con Charles Dumont e iniziò a dedicarsi alla formazione di un nuovo artista, Claude Figus, il quale nutriva un amore platonico nei suoi confronti. Sarà proprio Figus, allora vedette nel cabaret di Patachou, a presentare il giovane Théophanis Lamboukas (noto poi come Théo Sarapo) alla signora Piaf, durante uno dei suoi abituali ricevimenti mondani a Boulevard Lannes. Édith rievocò spesso la scena del primo incontro con Théo, ricordandolo affettuosamente come un bambino seduto per terra all'angolo dell'immenso salone. Le visite furono sempre più frequenti e Théo dimostrò un affetto incondizionato, quasi filiale, nei confronti della grande chanteuse, tanto da regalarle, al posto dei fiori, una bambola con i vestiti tradizionali greci, regalo che toccherà molto Édith. Ignaro della complicità crescente tra Édith e Théo, Figus venne progressivamente allontanato dalla cerchia della Piaf. Lo si ritrovò all'Arco di trionfo a cuocere un uovo al tegamino nella fiamma del mausoleo del milite ignoto. L'atto destò scandalo in Francia e, naturalmente, fu Édith a pagare la cauzione.
Lo stato di salute di Édith era incerto, ma Théo vegliava su di lei amorevolmente; la grande chanteuse, per sdebitarsi, iniziò a dargli lezioni di canto e lo inserì nella sua cerchia. Dopo un periodo di frequentazione, lui le chiese di sposarlo. Piaf fece, inoltre, la conoscenza della famiglia Lamboukas, che la accolse come una figlia. Fu l'unico periodo della sua vita in cui Édith visse pienamente una vita sana e familiare, attorniata dall'amore di una famiglia franco-greca allargata. Il matrimonio, secondo i riti civile ed ortodosso, fu celebrato il 9 ottobre 1962, presso il XVI arrondissement. Fu nella proprietà di Piaf che si svolse la festa nuziale. La sera stessa, inaugurarono l'Olympia e, in seguito, il Bobino con il celeberrimo duetto À quoi ça sert l'amour. I due onorarono diversi contratti in provincia nel periodo di Natale, sino ai primi mesi del 1963. L'ultima esibizione di Édith avvenne a marzo del 1963 all'Opéra de Lille. Dopo una broncopolmonite, Piaf si recò con il marito nel sud della Francia, a Saint-Jean-Cap-Ferrat, nella villa "La Serena", per passarvi il periodo di convalescenza. Dopo un movimentato principio di estate, si trasferì con gli amici più fidati a Mougins, presso la proprietà "La Gatounière", dove trascorse la fine del periodo estivo. L'ultima tappa fu Grasse, presso la villa denominata "L'Enclos de la Rourée", dove rimase per il mese di settembre sino al 10 ottobre 1963, data in cui si spense. La segretaria e confidente Danielle Bonel, assieme all'infermiera Simone Margantin, organizzò clandestinamente il trasporto del corpo presso Parigi, ove venne dichiarata la morte dal medico Bernay de Laval il giorno successivo, alle 7 del mattino.
Le cause del decesso furono poi attribuite alla trombosi della vena porta, causata da problemi epatici, sviluppatisi a causa del massiccio uso di medicine. Al suo funerale, tenutosi il 14 ottobre, presero parte migliaia di persone, parigine e venute da ogni parte del mondo. Il prefetto Amand affermò che non si era mai vista una tale mobilitazione popolare dalla Liberazione nel 1945. Il suo corpo riposa nel cimitero parigino delle celebrità, il Père-Lachaise, vicino a Henri Salvador; l'elogio funebre venne scritto da Jean Cocteau, che però morì d'infarto poche ore dopo aver appreso la notizia della morte della cantante.
Il corteo funebre dal boulevard Lannes al Cimitero di Père-Lachaise fu seguito da più di mezzo milione di persone. La Chiesa cattolica negò alla defunta il funerale religioso, a causa della sua vita in contraddizione ai valori morali del cattolicesimo, i suoi ripetuti divorzi e la sua vita sessuale "tumultuosa": L'Osservatore Romano la definì "un idolo di allegria prefabbricata" che aveva "vissuto nel pubblico peccato". Tuttavia, a titolo personale, il cappellano del teatro Don Thouvenin de Villaret impartì una benedizione alla salma al momento della sepoltura.
Nella tomba della "Famille GASSION-PIAF" riposano con lei anche il padre Louis Alphonse Gassion, la figlioletta Marcelle e il marito Théophanis Lamboukas. Sulla tomba c'è scritto: "Madame LAMBOUKAS dite EDITH PIAF 1915 - 1963".
 La città di Parigi le ha dedicato una piazza e successivamente nel 2003 anche una statua, nel XX arrondissement. Nell'XI arrondissement di Parigi, in Rue Crespin-du-Gast 5, le è stato dedicato da Bernard Marchois un museo (privato).
Nel 1982 l'astronoma sovietica Ljudmila Georgievna Karačkina ha scoperto un asteroide, classificandolo col numero 3772 e denominandolo 3772 Piaf.

## Édith Piaf nella cultura di massa
- 1974: Storia di Edith Piaf angelo della strada (Piaf), film TV di Guy Casaril con Brigitte Ariel nel ruolo di Édith Piaf, distribuito in Italia nelle sale cinematografiche l'anno seguente.
- 1975: Joni Mitchell compone la canzone Edith and the Kingpin dedicata a Edith Piaf, inclusa nell'album The Hissing of Summer Lawns.
- 1976: Elton John e Bernie Taupin compongono la canzone Cage the Songbird su Edith Piaf, inclusa nell'album Blue Moves.
- 1983: Édith et Marcel, film di Claude Lelouch con Évelyne Bouix, inedito in Italia.
- 1984: Piaf, dramma di Pam Gems sulla vita della cantante. Tra le vari interpreti del ruolo di Piaf spiccano soprattutto: Imelda Staunton (1980, Nottingham), Jane Lapotaire (1981, Broadway), Elaine Paige (1994, Londra), Elena Roger (2009, Londra) Frances Ruffelle (2013, Leicester) e Jenna Russell (Nottingham, 2021).
- 1994: Une brève rencontre : Édith Piaf, telefilm di Michel Wyn con Sophie Arthur, inedito in Italia.
- 2003: Un usignolo dal cuore grande - omaggio a Edit Piaf per attrice, cantante e piccola orchestra, opera teatrale di Gianni Lucini, con le musiche di Filippo Rodolfi
- 2005: Priča o Edith Piaf / Raccontare Edith Piaf di e con Ksenija Prohaska (Teatro Nazionale Croato, Spalato-Caravan)
- 2007: La Môme, film di Olivier Dahan con Marion Cotillard, in Italia e in altri paesi è uscito col titolo La vie en rose.
- 2017: Édith Piaf, regia e drammaturgia di Monica Menchi, rappresentazione teatrale e musicale.
- 2019: Hebe: A Estrela do Brasil, miniserie televisiva brasiliana incentrata sulla figura di Hebe Camargo, dove la Piaf è interpretata dall'attrice Laila Garin.
- 2023: In occasione del 60º anniversario della morte, va in scena al Teatro Carlo Felice di Genova l'opera lirica "Édith", commissionata dallo stesso teatro al compositore Maurizio Fabrizio su libretto di Guido Morra, che ha come argomento la storia d'amore fra la Piaf e il pugile Marcel Cerdan.
- 2024: In occasione delle Olimpiadi Estive, svoltesi a Parigi, Céline Dion canta, in conclusione della cerimonia d'apertura, "Hymne à l'Amour", celebre canzone di Edith Piaf

## Canzoni celebri
- Mon légionnaire (1936)
- Le Fanion de la Légion (1936)
- L'Accordéoniste (1940)
- Tu es partout (1943)
- La Vie en rose (1945)
- Les Trois Cloches (1945)
- Hymne à l'amour (1950)
- Padam, padam... (1951)
- Je t'ai dans la peau (1952)
- Sous le ciel de Paris (1954)
- Les Amants d'un jour (1956) - Albergo a ore, nella versione italiana, curata da Herbert Pagani
- La Foule (1957)
- Mon manège à moi (Tu me fais tourner la tête) (1958)
- Milord (1959)
- Non, je ne regrette rien (1959)
- Mon Dieu (1960)
- À quoi ça sert l'amour (1962)

## Canzoni
1925
- Comme un moineau (mai registrata)

1933
- Entre Saint-Ouen et Clignancourt

1934
- L'Étranger

1935
- Mon apéro
- La Java de Cézigue
- Fais-moi valser

1936
- Les Mômes de la clôche
- Moi j'aime ça! (mai registrata)
- J'suis mordue
- Mon légionnaire
- Le Contrebandier
- La Fille et le chien
- La Julie jolie
- Va danser
- Chand d'habits
- Reste
- Les Hiboux
- Quand même (dal film La Garçonne)
- La Petite Boutique
- Y'avait du soleil
- Il n'est pas distingué
- Les Deux Ménétriers
- Mon amant de la Coloniale
- C'est toi le plus fort
- Le Fanion de la Légion
- J'entends la sirène
- Ding, Din, Don
- Madeleine qu'avait du cœur
- Les marins ça fait des voyages
- Simple comme bonjour
- Le Mauvais Matelot
- Celui qui ne savait pas pleurer

1937
- Le Grand Voyage du pauvre nègre
- Un jeune homme chantait
- Tout fout le camp
- Ne m'écris pas
- Partance
- Dans un bouge du Vieux Port
- Mon cœur est au coin d'une rue

1938
- С'est lui que mon cœur a choisi
- Paris-Méditerranée
- La Java en mineur (Registrata presso Marie Dubas)
- Browning
- Le Chacal
- Corrèqu'et réguyer

1939
- Y'en a un de trop
- Elle fréquentait la rue Pigalle
- Le Petit Monsieur triste
- Les Deux Copains
- Je n'en connais pas la fin

1940
- Embrasse-moi
- On danse sur ma chanson
- Sur une Colline
- C'est la moindre des choses
- Escale
- La fille de joie est triste (L'Accordéoniste)

1941
- Où sont-ils, mes petits copains?
- C'était un jour de fête
- C'est un monsieur très distingué
- J'ai dansé avec l'Amour (dal film Montmartre-sur-Seine)
- L'Homme des bars
- Le Vagabond

1942
- Jimmy, c'est lui
- Un coin tout bleu (dal film Montmartre-sur-Seine)
- Sans y penser
- Un Monsieur me suit dans la rue
- Mon amant de Saint-Jean (mai registrata)

1943
- Tu es partout (dal film Montmartre-sur-Seine e citata nel film Salvate il soldato Ryan)
- J'ai qu'à l'regarder…
- Le Chasseur de l'hôtel
- C'était une histoire d'amour
- Le Brun et le Blond
- Monsieur Saint-Pierre
- Coup de grisou
- De l'autre côté de la rue
- La Demoiselle du Cinquième (mai registrata)

1944
- Les Deux Rengaines
- Y'a pas d'printemps
- Les Histoires de cœur
- C'est toujours la même histoire

1945
- Le Disque usé
- Elle A… (mai registrata)
- Regarde-moi toujours comme ça
- Les gars qui marchaient
- Il riait
- Monsieur Ernest a réussi

1946
- La Vie en rose
- Les Trois Cloches (con Les Compagnons de la chanson)
- Dans ma rue
- J'm'en fous pas mal
- C'est merveilleux
- Adieu mon cœur
- Le Chant du Pirate
- Céline (con Les Compagnons de la chanson)
- Le Petit Homme
- Le Roi a fait battre tambour (con Les Compagnons de la chanson)
- Dans les prisons de Nantes (con Les Compagnons de la chanson)
- Mariage
- Un refrain courait dans la rue
- Miss Otis Regrets

1947
- C'est pour ça (dal film Neuf Garçons, Un cœur, con Les Compagnons de la chanson)
- Qu'as-tu fait John?
- Sophie (du film Neuf Garçons, Un cœur)
- Le Geste
- Si tu partais
- Une chanson à trois temps
- Un homme comme les autres
- Les cloches sonnent
- Johnny Fedora et Alice Blue Bonnet (con Les Compagnons de la chanson, mai registrata)
- Le rideau tombe avant la fin
- Elle avait son sourire

1948
- Monsieur Lenoble
- Les Amants de Paris
- Il a chanté
- Les Vieux bateaux
- Il pleut
- Cousu de fil blanc
- Amour du mois de mai
- Monsieur X

1949
- Bal dans ma rue
- Pour moi tout' seule
- Pleure pas
- Le Prisonnier de la tour (Si le Roi savait ça, Isabelle)
- L'Orgue des amoureux
- Dany
- Paris (dal film L'Homme aux mains d'argile)

1950
- Hymne à l'amour
- Le Chevalier de Paris
- Il fait bon t'aimer
- La p'tite Marie
- Tous les amoureux chantent
- Il y avait
- C'est d'la faute à tes yeux
- C'est un gars
- Hymn to Love
- The Three Bells
- Le ciel est fermé
- La fête continue
- Simply a Waltz
- La Vie en rose (in inglese)

1951
- Padam… padam…
- Avant l'heure
- L'Homme que j'aimerai
- Du matin jusqu'au soir
- Demain (Il fera jour)
- C'est toi (con Eddie Constantine)
- Rien de rien
- Si, si, si, si (con Eddie Constantine)
- À l'enseigne de la Fille Sans Cœur
- Télégramme
- Une enfant
- Plus bleu que tes yeux
- Le Noël de la rue
- La Valse de l'amour
- La Rue aux Chansons
- Jezebel
- Chante-moi (con M. Jiteau)
- Chanson de Catherine
- Chanson bleue
- Je hais les dimanches

1952
- Au bal de la chance
- Elle a dit
- Notre-Dame de Paris
- Mon ami m'a donné
- Je t'ai dans la peau (dal film Boum sur Paris)
- Monsieur et Madame
- Ça gueule ça, Madame (con Jacques Pills) (dal film Boum sur Paris)

1953
- Bravo pour le clown
- Sœur Anne
- N'y va pas Manuel
- Les Amants de Venise
- L'effet qu'tu m'fais
- Johnny, tu n'es pas un ange
- Jean et Martine
- Et moi…
- Pour qu'elle soit jolie, ma chanson (con Jacques Pills) (dal film Boum sur Paris)
- Les croix
- Le Bel Indifférent (Monologo di Jean Cocteau)
- Heureuse

1954
- La Goualante du Pauvre Jean
- Enfin le printemps (Vise, mon Jules…)
- Retour
- Mea culpa
- Ça ira (dal film Versailles)
- Avec ce soleil
- L'Homme au Piano
- Sérénade du Pavé (dal film French Cancan)
- Sous le ciel de Paris

1955
- L'Accordéoniste
- Un grand amour qui s'achève
- Miséricorde
- C'est à Hambourg
- Légende
- Le Chemin des forains

1956
- Heaven Have Mercy (Miséricorde)
- One Little Man (Le Petit Homme)
- Autumn Leaves
- 'Cause I Love You
- Chante-moi (en anglais)
- Don't Cry (Pleure pas)
- I Shouldn't Care (J'men fous pas mal)
- My Lost Melody (Je n'en connais pas la fin)
- Avant nous
- Et pourtant
- Marie la française
- Les Amants d'un jour
- L'Homme à la moto
- Soudain une vallée
- Une dame
- Toi qui sais

1957
- La Foule
- Les Prisons du Roy
- Opinion publique
- Salle d'attente
- Les Grognards
- Comme moi

1958
- C'est un homme terrible
- Je me souviens d'une chanson
- Je sais comment
- Tatave
- Les Orgues de Barbarie
- Eden blues
- Le Gitan et la fille
- Fais comme si
- Le Ballet des cœurs
- Les Amants de demain
- Les Neiges de Finlande
- Tant qu'il y aura des jours
- Un étranger
- Mon manège à moi

1959
- Milord
- T'es beau, tu sais

1960
- Non, je ne regrette rien
- La Vie, l'Amour
- Rue de Siam
- Jean l'espagnol
- La belle histoire d'amour
- La Ville inconnue
- Non, la vie n'est pas triste
- Kiosque à journaux
- Le Métro de Paris
- Cri du cœur
- Les Blouses blanches
- Les Flonflons du bal
- Les Mots d'amour
- T'es l'homme qu'il me faut
- Mon Dieu
- Boulevard du crime
- C'est l'amour
- Des histoires
- Ouragan
- Je suis à toi
- Les Amants merveilleux
- Je m'imagine
- Jérusalem
- Le Vieux piano

1961
- C'est peut-être ça
- Les Bleuets d'Azur
- Quand tu dors
- Mon vieux Lucien
- Le Dénicheur (mai registrata)
- J'n'attends plus rien
- J'en ai passé des nuits
- Exodus
- Faut pas qu'il se figure
- Les Amants (con Charles Dumont)
- No Regrets
- Le Billard électrique
- Marie-Trottoir
- Qu'il était triste cet anglais
- Toujours aimer
- Mon Dieu (anglais)
- Le Bruit des villes
- Dans leurs baisers

1962
- À quoi ça sert, l'amour?
- Le droit d'aimer
- À quoi ça sert, l'amour? (con Théo Sarapo)
- Fallait-il
- Une valse
- Inconnu excepté de Dieu (con Charles Dumont)
- Quatorze juillet
- Les Amants de Teruel (con Mikīs Theodōrakīs/Jacques Plante)
- Roulez tambours
- Musique à tout va
- Le Rendez-vous
- Toi, tu l'entends pas!
- Carmen's Story
- On cherche un auguste
- Ça fait drôle
- Emporte-moi
- Polichinelle
- Le Petit Brouillard (Un petit brouillard)
- Le Diable de la Bastille
- Elle chantait (con Théo Sarapo)

1963
- C'était pas moi
- Le Chant d'amour
- Tiens, v'là un marin
- J'en ai tant vu
- Traqué
- Les Gens
- Margot Cœur Gros
- Monsieur Incognito
- Un dimanche à Londres
- L'Homme de Berlin (il suo ultimo disco)
- Filles d'Israël (inedita)
- Un jour (inédite)